# 멜러니 그리피스
멜러니 리처즈 그리피스(영어: Melanie Richards Griffith, 1957년 8월 9일 ~ )는 미국의 배우이다. 배우 티피 헤드런의 딸이다. 17살 때 《나이트 무브》에서 처음 이름이 있는 배역을 받아 진 해크먼의 상대역을 하였다. 《침실의 표적》(1984)을 통해 대중 인지도를 얻었으며 1985년 제19회 전미 비평가 협회상 여우조연상 수상하였다. 《썸씽 와일드》(1986) 역시 평론가들의 호평을 받았다. 《워킹 걸》로 1989년 제46회 골든 글로브상 여우주연상을 수상하고 아카데미와 BAFTA 후보에 올랐다. 딸 다코타 존슨 역시 배우로 활동 중이다.

## 출연 작품
| 영화     | 영화                               | 영화                                | 영화                                   |
| 연도     | 제목                               | 배역                                | 비고                                   |
| -------- | ---------------------------------- | ----------------------------------- | -------------------------------------- |
| 1969     | Smith!(영어)                       | 엑스트라                            | 크레디트 미기재                        |
| 1973     | The Harrad Experiment(영어)        | 엑스트라                            | 크레디트 미기재                        |
| 1975     | 나이트 무브                        | 델리 그래스트너                     |                                        |
| 1975     | 명탐정 하퍼 2                      | 스카일러 데버로                     |                                        |
| 1975     | Smile(영어)                        | 캐런 러브                           |                                        |
| 1977     | הגן(영어)                          | 어린 여자애                         |                                        |
| 1977     | One on One(영어)                   | 히치하이커                          |                                        |
| 1977     | Joyride(영어)                      | 수지                                |                                        |
| 1981     | 로아(영어)                         | 멜러니                              |                                        |
| 1981     | 비버리 호텔 대소동(영어)           | 루시                                |                                        |
| 1984     | 침실의 표적                        | 홀리 보디                           |                                        |
| 1984     | 피어 시티                          | 로레타                              |                                        |
| 1986     | 썸씽 와일드                        | 오드리 행클(룰루)                   |                                        |
| 1987     | 체리 2000                          | 이디스 "E" 존슨                     |                                        |
| 1988     | 반항의 계절(영어)                  | 플로시 더바인                       |                                        |
| 1988     | 폭풍의 월요일                      | 케이트                              |                                        |
| 1988     | 워킹 걸                            | 테스 맥길                           |                                        |
| 1990     | In the Spirit(영어)                | 해들리                              |                                        |
| 1990     | 퍼시픽 하이츠                      | 패티 파머                           |                                        |
| 1990     | 허영의 불꽃                        | 마리아 러스킨                       |                                        |
| 1991     | 파라다이스                         | 릴리 리드                           |                                        |
| 1992     | 사랑의 용기                        | 린다 보스                           |                                        |
| 1992     | 유태교 살인 사건                   | 에밀리 이던                         |                                        |
| 1993     | 귀여운 빌리                        | 빌리 돈                             |                                        |
| 1994     | 밀크 머니                          | 이브("V")                           |                                        |
| 1994     | 노스바스의 추억                    | 토비 로벅                           |                                        |
| 1996     | 멀홀랜드 폴스                      | 후버 부인                           |                                        |
| 1997     | 롤리타                             | 샬럿 헤이즈                         |                                        |
| 1998     | 샤도우 다우트(영어)                | 킷 데버로                           |                                        |
| 1998     | 셀러브리티                         | 니콜 올리버                         |                                        |
| 1999     | RKO 281(영어)                      | 매리언 데이비스                     | TV 영화                                |
| 1999     | 크레이지 인 알라바마(영어)         | 루실 빈슨                           |                                        |
| 2000     | 세실 B. 디멘티드                   | 허니 휘틀록                         |                                        |
| 2002     | 스튜어트 리틀 2                    | 새 마걸로                           | 목소리 출연                            |
| 2003     | 쉐이드                             | 이브                                |                                        |
| 2003     | 더 나이트 위 콜드 잇 어 데이(영어) | 바버라 시나트라                     |                                        |
| 2010     | 새미의 어드벤쳐                    | 스노                                | 애니메이션                             |
| 2012     | 다이노 타임                        | 타이라                              | 애니메이션                             |
| 2012     | 옐로우                             | 패치                                |                                        |
| 2013     | 다크 투어리스트(영어)              | 베치                                | 비디오 영화                            |
| 2014     | 오토마타                           | 수전 듀프레이 / 로봇 클리오(목소리) |                                        |
| 2017     | 디재스터 아티스트                  | 진 셸턴                             |                                        |
| 2017     | 더 파이러츠 오브 소말리아(영어)    | 마리아 바하두어                     |                                        |
| 2020     | 나의 첫 번째 슈퍼스타              | 테스                                | 카메오 출연                            |
| 텔레비전 |                                    |                                     |                                        |
| 연도     | 제목                               | 배역                                | 비고                                   |
| 1987     | 마이애미의 두 형사                 | 크리스틴 본마버그                   | "By Hooker by Crook" 편                |
| 1995     | Buffalo Girls(영어)                | 도라 듀프랜                         |                                        |
| 2007     | 비바 로플린                        | 버니 백스터                         | 8회분(2회분만 방영)                    |
| 2010     | 닙턱                               | 브랜디 헨리                         | "Sheila Carlton" 편                    |
| 2011     | 핫 인 클리블랜드                   | 멜러니 그리피스                     | "Sisterhood of the Traveling SPANX" 편 |
| 2012     | 레이징 호프                        | 태머라                              | 2회분                                  |
| 2014-16  | 하와이 파이브-0                    | 클래라 윌리엄스                     | 4회분                                  |